# Otana
La Otana es un pan típico de Álava en el País Vasco y en La Rioja.
Es una hogaza redonda, aplastada, de pan bregado y de miga muy blanca y prieta. La corteza es dorada, fina y con varios círculos concéntricos impresos.
Por extensión, el término otana se emplea para denominar cualquier tipo de hogaza. La zona más típica donde podemos encontrar este pan es en Vitoria y en los riojanos Viniegra de Abajo y Valle de Ojacastro . Es semejante a muchas hogazas castellanas.
Equivale a una hogaza de 2 libras de peso, 1 kilogramo, aproximadamente.